# Boat Story
Boat Story är en brittisk dramathrillerserie från 2023 som hade premiär på BBC i november 2023. Första säsongen består av sex avsnitt. Serien är skapad av Harry Williams och Jack Williams som medverkat i såväl manusskrivande som regi.

## Handling
Serien kretsar kring Janet och Samuel som av en slump hittar en last med kokain på ett skeppsvrak. De bestämmer sig för att sälja fyndet och dela på pengarna. Det går dock inte riktigt så smidigt.

## Rollista (i urval)
- Daisy Haggard - Janet Campbell
- Paterson Joseph - Samuel Wells
- Tchéky Karyo - The Tailor
- Joanna Scanlan - Pat Tooh
- Craig Fairbrass - Guy
- Phil Daniels - Craig Dodds
- Ethan Lawrence - Ben Tooh
- Michele Austin - Camilla Wells
- Kate Dickie - Katia
- Ólafur Darri Ólafsson - berättare
- Adam Gillen - Vinnie Douglas